# Michelle Göbel
Michelle Göbel, född 18 februari 2004 i Brilon. är en tysk backhoppare som tävlar för skidklubben i Willingen.
Göbel har vid två tillfällen vunnit brons i Juniorvärldsmästerskapen i nordisk skidsport, 2020 på hemmaplan i Oberwiesenthal samt 2022 i Zakopane i Polen. Båda tillfällena med det tyska laget. I december 2021 debuterade hon i världscupen i backhoppning i Klingenthal.